# Władimir Bakulin
Władimir Nikołajewicz Bakulin (ros. Владимир Николаевич Бакулин; ur. 3 września 1939 w Klucziach zm. 10 grudnia 2012 w Ałmaty) – radziecki zapaśnik walczący w stylu klasycznym. Wicemistrz olimpijski z Meksyku 1968 w kategorii do 52 kg.
Mistrz świata w 1967 i Europy w 1966 roku.
Wicemistrz ZSRR w 1965 i 1967; trzeci w 1970 roku. Pracownik uczelni w Ałmaty.